# Christian Wloch
Christian Wloch (Buenos Aires, 1971) es un artista argentino que ha desarrollado la mayor parte de su producción artística en el área de la Videoinstalación, el Op art y el Arte cinético.  Sus obras han recibido diferentes premios, entre ellos el 1º Premio Onedotzero a la instalación más innovadora (2008), el 1º Premio Bienal Kosice de Arte Ciencia y Tecnología (2010), y el 2º Premio del Museo de Arte Moderno de Buenos Aires-Fundación telefónica a las Artes y Nuevas Tecnologías (2012), entre otros.  Ha realizado  Intervenciones artísticas a gran escala sobre edificios públicos en la ciudad de Buenos Aires como la Facultad de Derecho (Universidad de Buenos Aires), y en la Torre Espacial realiza una instalación lumínica junto a la artista visual Paula Rivas (Buenos Aires, 1976) con quien en el año 2005 forma el dúo Rivas & Wloch  quienes realizan obras de Arte cinético y Light art dentro del Movimiento artístico denominado neocinetismo.